# 同期検定器

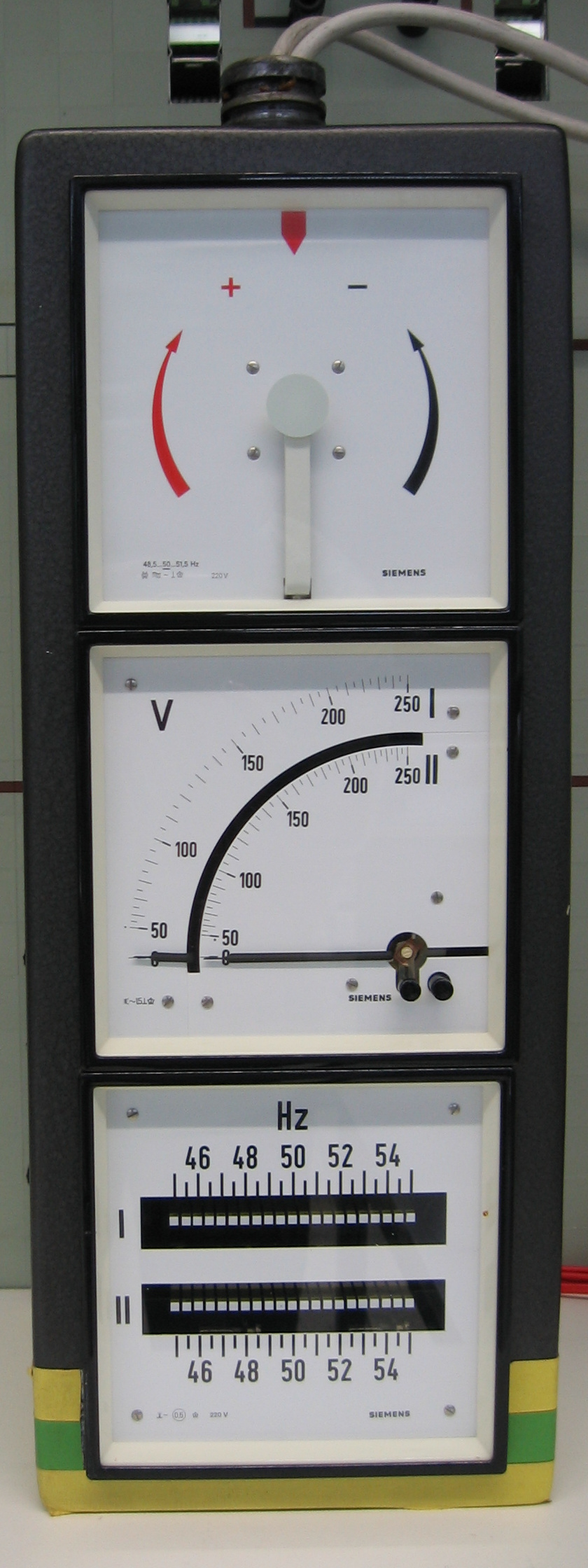
シーメンス社の同期検定器

同期検定器（どうきけんていき、英語: Synchroscope）は、交流回路において複数システム間の位相差および同調を検出する電気計器である。
同期発電機を起動して他の母線(電力系統)と並列運転する場合の条件は次の通り。
1.周波数が等しい
2.電圧が同位相
3.電圧の大きさが等しい
4.電圧の波形が等しい
5.相回転方向が等しい
発電機を母線に接続する前に同期検定器を使用し1および2が確立できているか調べる。
最も単純な方法は母線と発電機の同相間に３個の電球を接続する方法で、電球が消灯すると二つのシステムの電圧と周波数が等しくなったことが確認できる。しかし、この方法ではわずかな位相差と周波数の差異を検出することは困難である。
そして同期検定器は単相にて接続する部分があるため5.相回転方向が等しいか調べることができない。
なので計器と電球の二つを併用している場合もある。
この計器は磁場の合成によって指針を回転させる電気機械に近い構造となっている。多くの方式では一般的な電圧計や電流計が持つ渦巻バネを使用しておらず指針は自由な方向で連続的に回転できる。

## 使用方法
指針の回転方向によって起動した機械の遅い(SLOW)、速い(FAST)を示すものである。同期発電機が母線の周波数に近づくと指針の回転は次第に遅くなり、等しい周波数になると指針は停止する。その時母線と同期発電機の位相差(0～360度)を示す働きをし、指針が正しく真上の黒線の箇所に止まれば完全に同期した事を示す。著しく周波数に差異があるときは指針が回転せずその位置で振動するだけである。この計器は定格周波数±1～2Hzの限られた範囲で使用する。

## 内部構造
可動鉄片型同期検定器
内部には2種類の巻線があって、一つは発電機(incoming)の三相交流によって固定子巻線に回転磁界を作り出し、他方は直角に配置された巻線を母線(running)の単相交流によって励磁する。二つの巻線の合成磁界により可動鉄片を励磁し主軸および指針を回転させる。動作は過熱することなく長時間動作させることができる。
クロスコイル型同期検定器
単相誘導電動機に近い部分があり直行するように軸に固定された二相の巻線は、ブラシおよびスリップリングを経由して付属の誘導箱(抵抗器とインダクタを直列につなげたもの)と接続する。回転軸はボールベアリングで支持されている。動作には比較的大きな電力を必要とし、短時間の操作を要する。(This instrument must not be left in circuit.の表示がある)
ウェストン型同期検定器
可動部分は連続的に回転せず位相が合うまでは指針が左右に振動して動く。位相が合うと指針は中央に止まり3巻線変圧器に接続された電球は最大の明るさとなる。
ディジタル型同期検定器
表示方法は離散的なLEDの円形配置でもよく、同相を示す部分は異なる色のLEDでもよい。
内部のマイコンにて信号処理を行い位相差を直接表示し同期した場合接点出力を取り出すこともできる。